# N-甲基色胺
N-甲基色胺（英語：N-Methyltryptamine，NMT）是一种色胺衍生物。它作为一种生物鹼，很可能在机体内由L-色氨酸合成，常见于几种植物的树皮、嫩芽和叶，包括维罗拉、金合欢、含羞草和合欢草，并与N,N-二甲基色胺（DMT）和 5-甲氧基-N,N-二甲基色胺（5-MeO-DMT）等化合物相关。在人体中，它也作为L-色氨酸的最终代谢产物合成。它也是人尿液中的痕量成分。
NMT和色胺与二甲基色胺（DMT）类似，也能作为TAAR1的激动剂。